# فيراري 125 إف 1
فيراري 125 إف 1 (بالإيطالية: Ferrari 125 F1)‏ ، هي سيارة رياضية خصصت للمنافسات الدولية لبطولة فورومولا 1.